# Духовска скупштина у Крагујевцу
Духовска скупштина у Крагујевцу је одржана јуна 1836 по новом календару.
На Духовској скупштини 21. маја 1836. године, у присуству митрополита Петра и свих архијереја кнез Милош је обнародовао своју верзију "Начертанија о духовним властима у Србији". Начертаније се може оценити као акт од историјског значаја, јер је Србија по први пут добила писани закон о Цркви донет по важећој процедури.